# Lottie Pickford
Pour les articles homonymes, voir Pickford.
Lottie Pickford, née Charlotte Smith le 9 juin 1895 à Toronto et morte le 9 décembre 1936 à Los Angeles, est une actrice canadienne du cinéma muet.

## Biographie
Fille de Charlotte Hennessy, elle appartient à la célèbre famille d'acteurs Pickford, et est surtout connue pour être la sœur de Mary Pickford, plus grande star féminine du cinéma muet, et de Jack Pickford, acteur du cinéma muet.
Elle est la star de huit longs-métrages, dont The House of Bondage et le serial, The Diamond from the Sky en 1915.
Sans jamais avoir atteint le même niveau de notoriété que son frère et sa sœur, elle fut toutefois une figure de la société hollywoodienne de l'époque. Elle s'est mariée quatre fois, et eut une fille nommée Gwynne.
Elle meurt en 1936 d'une crise cardiaque et est enterrée dans la parcelle familiale du Forest Lawn Memorial Park de Glendale, Californie.

## Filmographie
| - 1909 : - To Save Her Soul - The Test - The Red Man's View - Through the Breakers - In the Window Recess - The Light That Came - What's Your Hurry? - His Lost Love - The Broken Locket - Getting Even - The Hessian Renegades - The Little Darling - The Indian Runner's Romance - The Better Way - A Strange Meeting - The Slave - Tender Hearts - The Cardinal's Conspiracy - The Necklace - The Faded Lilies - Two Memories - 1910 : - White Roses - His Sister-In-Law - The Golden Supper - Happy Jack, a Hero - A Child's Stratagem - A Plain Song - Simple Charity - Two Little Waifs - The Broken Doll - A Gold Necklace - Examination Day at School - The Oath and the Man - A Summer Idyll - The Affair of an Egg - Unexpected Help - The Call to Arms - Serious Sixteen - A Victim of Jealousy - A Knot in the Plot - The Tenderfoot's Triumph - The Smoker - The Newlyweds - The Woman from Mellon's | - 1911 : - The Dream - Little Red Riding Hood - Love at Gloucester Port - The Courting of Mary de James Kirkwood Sr. et George Loane Tucker - Who's Who - The Toss of a Coin - Sweet Memories - Three Sisters - A Wreath of Orange Blossoms - Fate's Turning - His Trust - The Lighthouse Keeper - Help Wanted - The Midnight Marauder - The Italian Barber - The Two Paths - 1912 : - A Child's Remorse - Love's Diary - Lena and the Geese - The Girl Strikers - Into the Jungle - A Beast at Bay - The Pilgrimage - A Mardi Gras Mix-Up - The Belle of New Orleans - Love Finds the Way - 1913 : - For Old Time's Sake - When a Girl Loves - 1914 : - The House of Bondage - 1915 : - The Diamond from the Sky - Fanchon, the Cricket - Curly - 1916 : - The Reward of Patience - 1917 : - On the Level - 1918 : - Mile-a-Minute Kendall - The Man from Funeral Range (en) de Walter Edwards - 1921 : - They Shall Pay - 1924 : - Dorothy Vernon (Dorothy Vernon of Haddon Hall) - 1925 : - Don Q, Son of Zorro |